# Huttia harrisi
Huttia harrisi är en insektsart som beskrevs av Myers 1924. Huttia harrisi ingår i släktet Huttia och familjen kilstritar. Inga underarter finns listade i Catalogue of Life.